# Ocellus

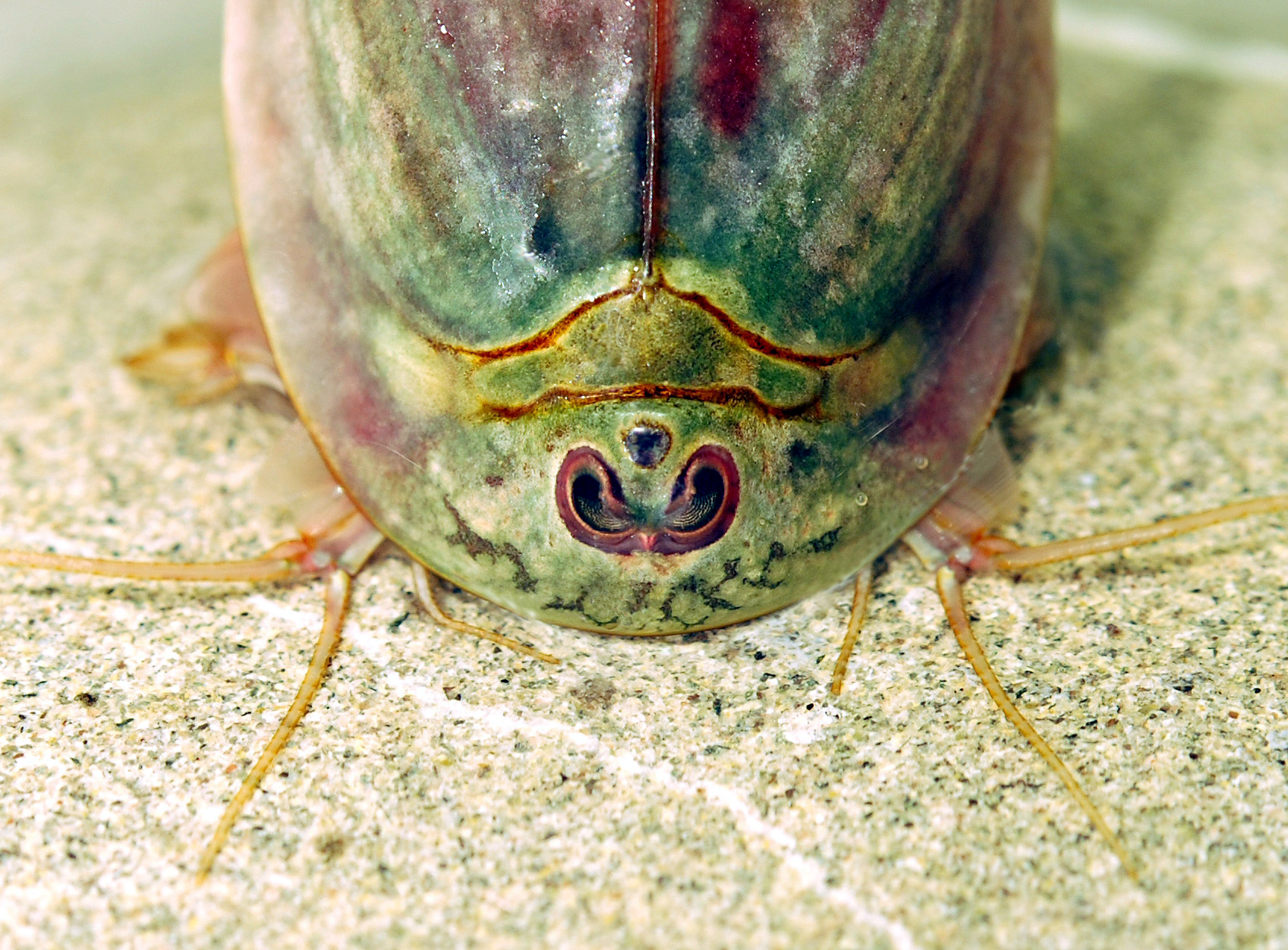
Gesichtspartie eines Triops mit zwei Komplexaugen und einem Ocellus

 Als Ocellus (lat. „Äuglein“, Mehrzahl Ocelli bzw. Ocellen) werden in der Zoologie die punktförmigen Punktaugen (Lichtsinnesorgane) und Hautaugen verschiedener Tiergruppen bezeichnet. Im engeren Sinne wird der Begriff Ocellen heute vor allem für die Einzelaugen der Gliederfüßer verwendet, die diese neben ihren Komplexaugen am Kopf tragen.
In der Botanik nutzt man den Begriff für einzelne, auffällig vergrößerte Zellen in den Blättchen der Lebermoose.

## Vorkommen
Ocellen finden sich in fast allen Tiergruppen und kommen bereits bei den Nesseltieren (Cnidaria) und Rippenquallen (Ctenophora) vor. Dabei sind diese wahrscheinlich mehrfach unabhängig voneinander entstanden, gehen jedoch bei den verschiedenen Tiergruppen gemeinsam mit der Ausbildung anderer Augentypen wie dem Linsenauge der Wirbeltiere oder dem Facettenauge der Insekten immer auf eine homologe Gruppe von Genen eines Typus zurück, der als Hox-Gen bezeichnet wird.

## Aufbau und Funktion

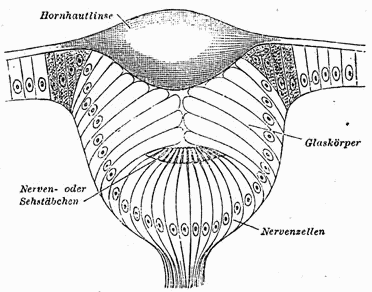
Punktauge einer Käferlarve

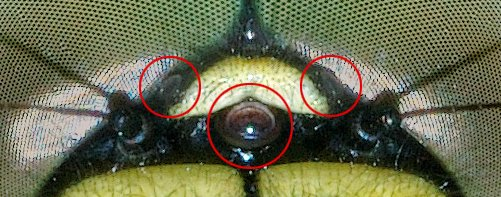
Die drei Punktaugen einer Libelle

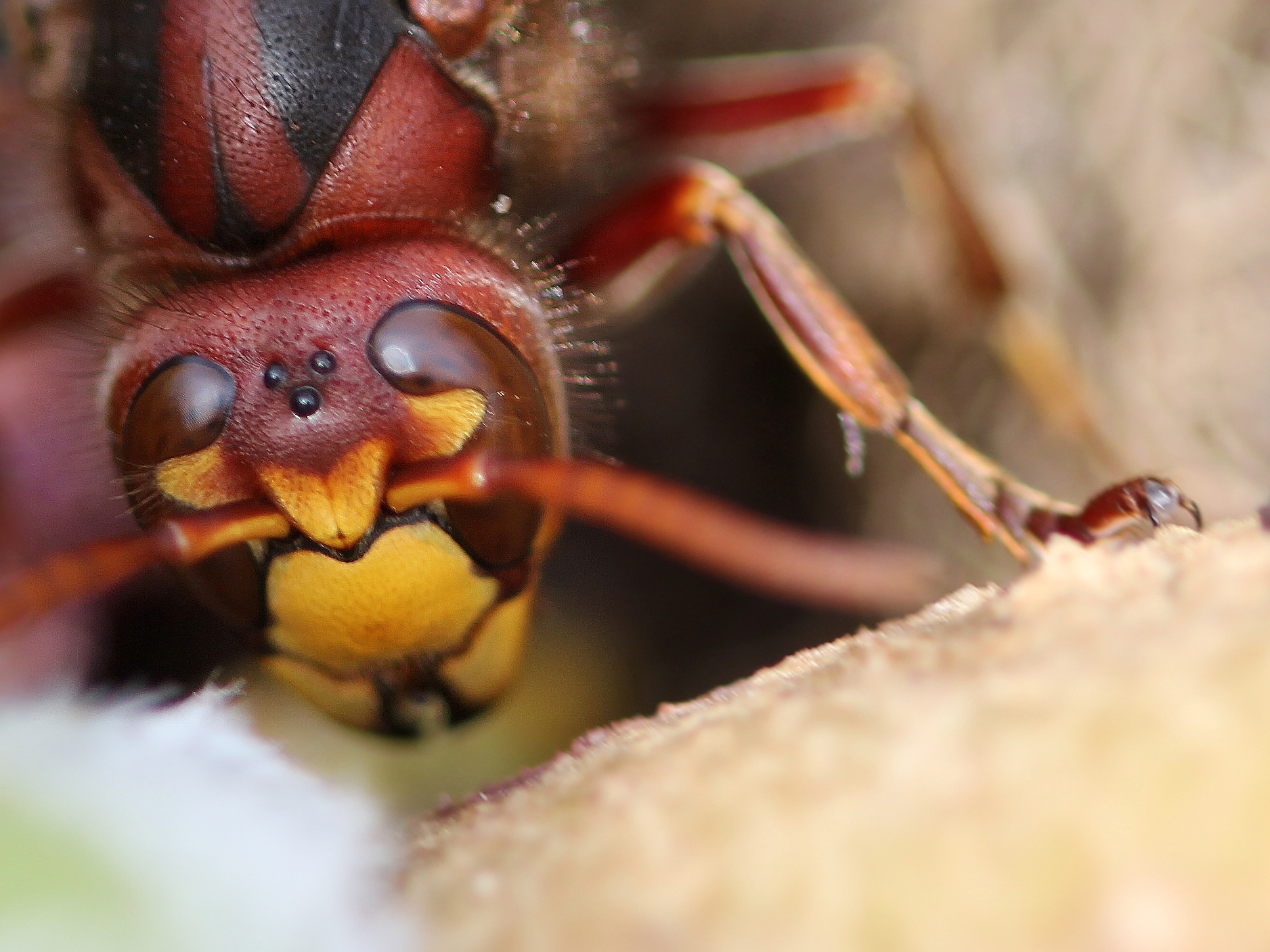
Gut sichtbare Stirnocellen bei der Hornisse

Ocellen können sehr unterschiedlich aufgebaut sein. Der einfachste Typ ist dabei das Plattenauge, bei dem ein Teil des Epithels lichtempfindlich ist. Durch Einsenkung dieses Epithelstücks sowie die Ausbildung von Hilfsstrukturen wie einer Linse und Reflektorschichten entstanden über das Grubenauge und das Becherauge im Laufe der Evolution verschiedene Augentypen bis hin zu den Komplexaugen und den Linsenaugen, die als komplexe Lichtsinnesorgane dienen.
Die Ocellen haben im Normalfall eine einschichtige Netzhaut (Retina), doch finden sich auch mehrschichtige Netzhäute. Die Retinulazellen bilden dabei ein geschlossenes Rhabdom oder eine netzförmige Retina. Damit es keine optischen Probleme mit Streulicht gibt, besitzen Ocellen meistens auch lichtabschirmende Zellen, die durch Farbpigmente gefärbt sind. Besonders leistungsfähige Ocellen besitzen außerdem eine Linse oder, wie bei den Spinnentieren, auch einen Glaskörper.
Bei den Gliederfüßern unterscheidet man Medianocellen, die in der Kopfmitte liegen, und Lateralocellen an den Seiten des Kopfes. Die Lateralocellen sind dabei immer Reste von aufgelösten oder veränderten Komplex- oder Facettenaugen. Aufgelöste Facettenaugen findet man beispielsweise bei Spinnentieren oder bei Tausendfüßern sowie bei verschiedenen Larvenformen holometaboler Insekten (Stemmata). Medianocellen sind bei allen Gliederfüßern verbreitet. Bei den Asselspinnen (Pantopoda), ursprünglichen Krebstieren (Crustacea) sowie frühen Sechsfüßern (Hexapoda) wie den Springschwänzen (Collembola) kommen diese Punktaugen in Vielzahl vor, bei den Spinnentieren wurde ihre Anzahl auf zwei Median- bzw. Hauptaugen, bei höheren Krebsen auf drei Naupliusaugen und den Insekten auf drei Stirnocellen reduziert.
Bei fliegenden Insekten dienen die im Dreieck angeordneten Stirnocellen wahrscheinlich als Gleichgewichtsorgan (Horizontdetektor) und zur Kontrolle schneller Flugbewegungen. Hinweise hierzu bieten Experimente an Libellen und Heuschrecken, deren Flug bei abgedeckten Ocellen instabil wird. Außerdem wurde vor allem für Hautflügler (Hymenoptera) eine Licht-Kompassorientierung nachgewiesen, die durch die Stirnocellen ermöglicht wird. Weitere Theorien sehen in den Stirnocellen Sinnesorgane, welche die Funktion der Komplexaugen unterstützen, wahrscheinlich vor allem als „Messgerät“ für die Lichtstärke, nach dem sich die Komplexaugen anpassen können. Bei flugunfähigen Insekten fehlen die Stirnocellen häufig, und nachtaktive Insekten haben lichtempfindlichere Stirnocellen. Bei den Larven holometaboler Insekten fehlen die Stirnocellen.